# عمرو بن يعقوب
أبو حفص عمرو بن يعقوب بن محمد بن عمرو (مواليد 902/903) كان أميرًا صفاريًّا لسيستان لمدة تزيد قليلًا عن عام (912-913). هو ابن يعقوب شقيق طاهر بن محمد بن عمرو.

## سيرته الذاتية
في عام 912، أدت معارضة الحاكم الساماني لسيستان أبو صالح منصور إلى ثورة. نظرًا لأنه كان العضو الوحيد الباقي على قيد الحياة من الصفاريين المنحدرين من يعقوب بن ليث الصفار ولا يزال في سيستان، كان عمرو البالغ من العمر عشر سنوات رئيسًا للحركة. وكان من بين قادة الثورة محمد بن هرمز، وهو جندي خوارج سابق وساماني، حشد دعم العيَّارين، وسجن أبا صالح منصور وانتزع السيطرة على زارانج من السامانيين.
على الرغم من أن عمرو كان قائد التمرد بالاسم، إلا أن محمد بن هرمز لم يكن لديه أي نية لتسليم السلطة إليه. بمجرد طرد السامانيين من سيستان، أعلن نفسه أميرًا، وأدخل اسمه في صلاة الجمعة وسك عملاته المعدنية. ومع ذلك، سرعان ما عارضه الحزب الموالي للصفاريين، بقيادة ابن الحفار، الذي استولى على قصر اليعقوبي وأعلن عمرو أميرًا في 2 أيار 912. عندما حاول محمد بن هرمز استعادة سلطته قُتِل.
سرعان ما أُجبر عمرو وابن الحفار على التعامل مع الغزو الساماني الذي بدأ في محاولة لاستعادة سيستان. احتل السامانيون ضواحي زارانج لكنهم لم يتمكنوا من دخول المدينة. لمدة تسعة أشهر تحارب السامانيون والصفاريون حول المدينة. أخيرًا في 24 أيار 913 استسلم عمرو وابن الحفار. وأُطلقَ سراح أبو صالح منصور، ووُعِد المدافعون بالسلوك الآمن، لكن عمرو وابن الحفار وقادة العيَّارين أُرسِلوا إلى هراة ثم بخارى. تم إرسال عمرو إلى سمرقند، بينما تم إعدام زعماء العيَّارين.
غادر عمرو في النهاية سمرقند إلى بغداد، حيث لجأ إلى العباسيون. بعد مرور بعض الوقت، دعاه أبو جعفر أحمد للعودة إلى سيستان، حيث أعاد الحكم الصفاري على المحافظة. وقد مُنح مرتبة الشرف كاملة ومنصب مُصحح المظالم.